# Aurel Berinde
Aurel Berinde (n. 15 aprilie 1927, Oradea – d. 23 august 2004, Timișoara) a fost un istoric și prozator român. A fost licențiat al  Facultății de Construcții a Universității Politehnica din Timișoara, a fost și membru al Asociației Istoricilor Bănățeni.

## Biografie
S-a născut și a copilărit în Oradea, unde a terminat Școala de Arte și Meserii. A absolvit Liceul de Construcții (Liceul Industrial nr. 8) din Timișoara, în anul 1950. A absolvit apoi Facultatea de Construcții. A urmat o carieră în învățământul preuniversitar, predând în cadrul Liceului de Construcții, apoi a ocupat și funcția de director al acestuia. 
Preocupat fiind de optimizarea procesului de învățământ, a publicat cartea “Instruirea Programată” în anul 1979 la Editura Facla, scopul acesteia fiind aplicarea metodei pentru învățământul liceal și tehnic-profesional. 
A fost preocupat de literatură de tânăr, având încercări poetice. De-a lungul vieții a scris proză scurtă, pe care a publicat-o în mai multe reviste locale din Timișoara.  
A fost pasionat dintotdeauna de istorie, cercetând în mod special perioadele din istoria românilor mai puțin cunoscute publicului larg cum ar fi perioada de la retragerea aureliană până la întemeierea țărilor românești medievale. 
A publicat alături de Simion Lugojan în anul 1984, tot la Editura Facla, cartea “Contribuții la cunoașterea limbii dacilor”. Cartea reprezintă un demers lingvistic, prin care s-a atribuit etimologia unui număr mai mare de cuvinte din vocabularul limbii române decât cel oficial, ca aparținând limbii dacilor (aproximativ 700 de cuvinte). 
În anul 2002 publică la editura Bemirodan cartea “Geneza romanității răsăritene”, un amplu demers pentru a clarifica aspecte importante “Din istoria dacoromânilor și macedoarmânilor (aromânilor).”
Studiul, realizat cu vaste surse pluridisciplinare (istorice, lingvistice, epigrafice, etnografice, arheologice) prezintă o sinteză a formării și continuității romanității răsăritene, atât la nord de Dunăre, cât și la sudul acesteia. Sunt demontate tezele învechite, care privesc formarea poporului român și a limbii române, dar care au efecte nocive chiar și în ziua de astăzi. Autorul demonstrează teza traco-romanică, care susține așezarea elementului romanic peste elementul autohton tracic. Elementul slav este prezentat ca având o influență periferică și nu una masivă. Autorul se situează împotriva tezei romanității pure, care afirmă că romanitatea răsăriteană s-a format exclusiv la nord de Dunăre, în Dacia Traiană, dar și împotriva tezei lingvisticii slave, prin care limba română s-a format la sudul Dunării. Prin această cercetare, sunt scoase la iveală multe aspecte ignorate ale istoriei românilor și aromânilor, care ne prezintă continuitatea elementului tracic aflat sub influența Imperiului Roman. 
	A decedat la Timișoara, la data de 23 august 2004, datorită unor multiple atacuri cerebrale la vârsta de 77 ani, după șase luni de suferință. A lăsat neterminat manuscrisul volumului II al ”Genezei romanității răsăritene”, în care ar fi atacat subiectul creștinătății și al continuității tradițiilor precreștine.

## Lucrări publicate
- Berinde, Aurel (1979), Instruirea programată, Timișoara: Editura Facla
- Berinde, Aurel; Lugojan, Simion (1984), Contribuții la cunoașterea limbii dacilor, Timișoara: Editura Facla
- Berinde, Aurel (2002), Geneza romanității răsăritene, Timișoara: Editura Bemirodan, p. 404, ISBN 973-85843-0-2